# Röntgenstil

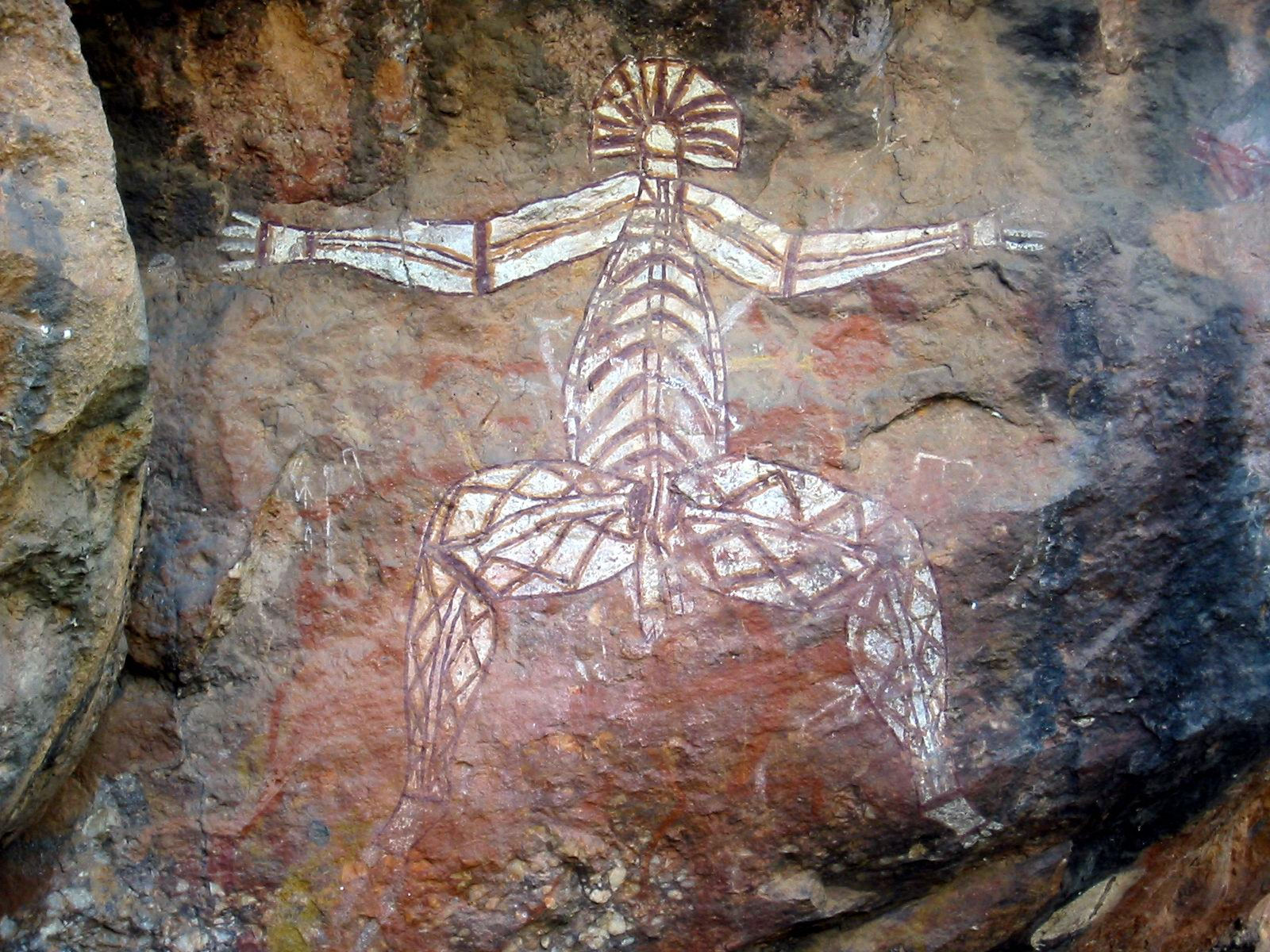
Felszeichnung im Röntgenstil im Kakadu-Nationalpark, Australien

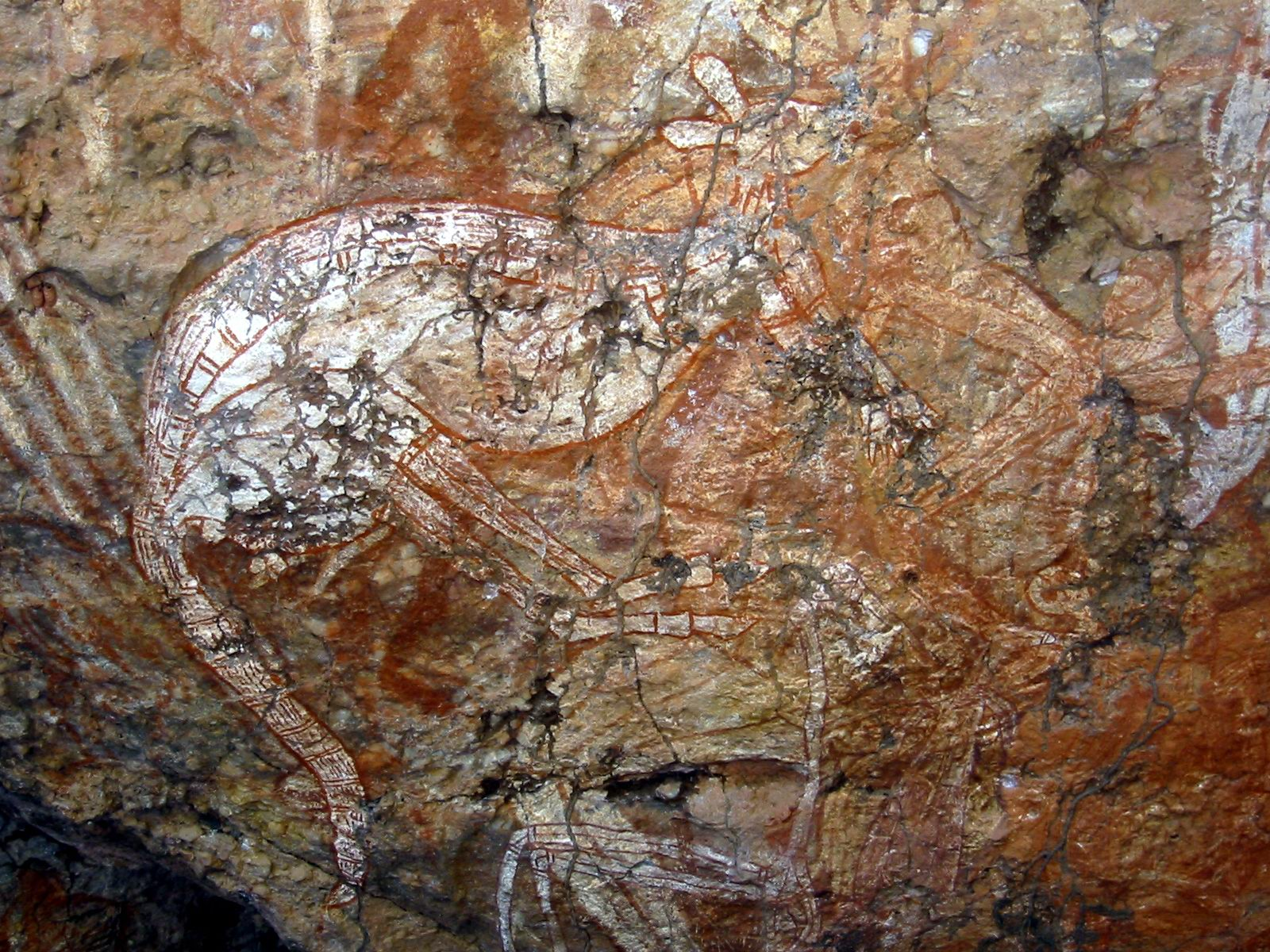
Darstellung eines Kängurus im Röntgenstil der australischen Aborigines. Anbangbang Rock Shelter, Kakadu National Park

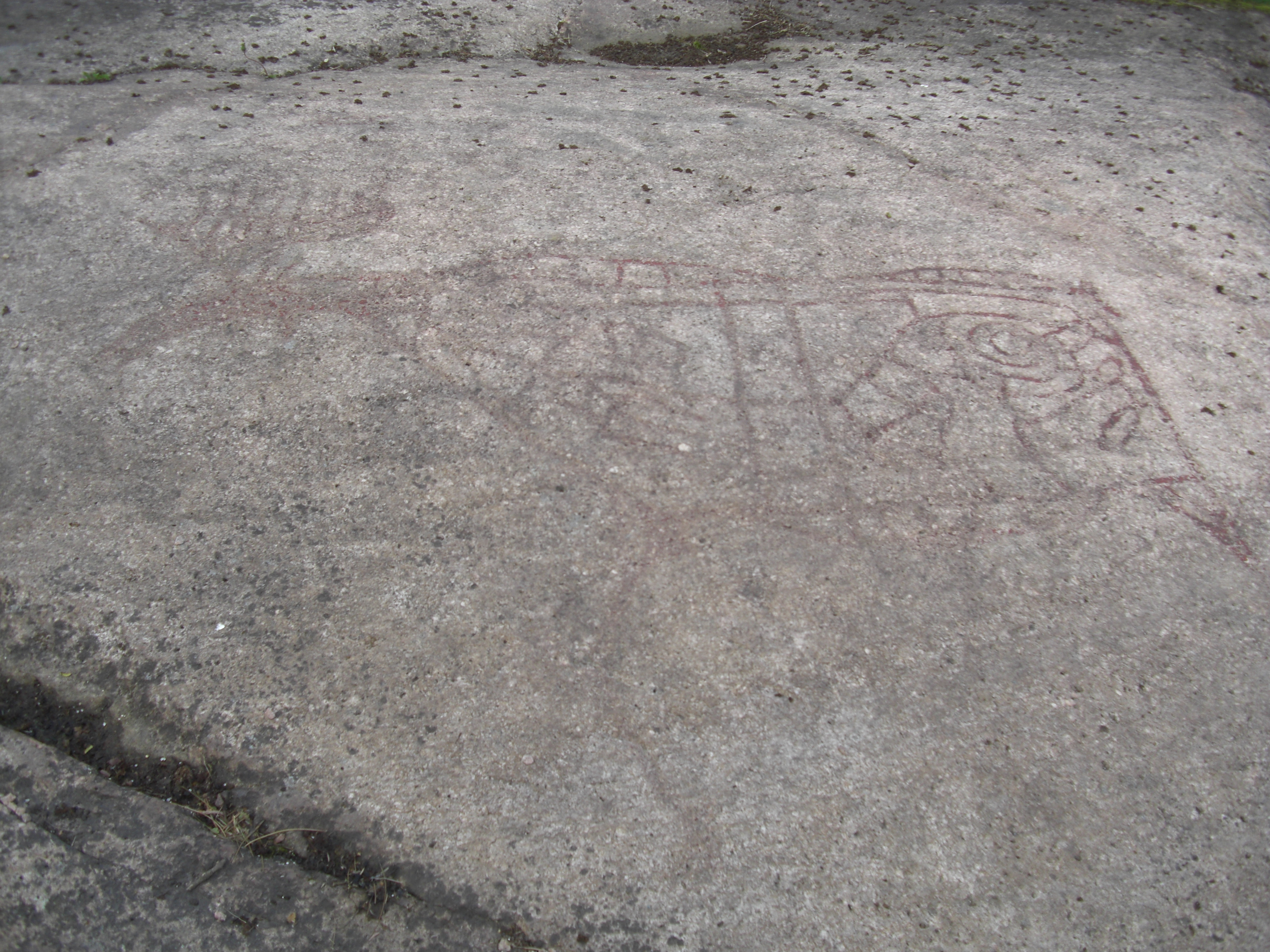
Elch von Åskollen

Röntgenstil bezeichnet in der paläolithischen, mesolithischen und (seltener) neolithischen Felsbildkunst die Darstellung gravierter oder gemalter Tiere, seltener Menschen in einer Art technischer Zeichnung mit inneren Organen wie Herz, Lunge, Leber, Nieren, Magen, Därmen und After, insbesondere aber Knochen. Der Grund für diese Darstellungsweise, die weltweit in mehreren zeitlich und räumlich weit voneinander entfernten Kulturen auftritt, ist umstritten.

## Verbreitung
Der Stil ist vor allem in Jäger-und-Sammler-Kulturen über die Welt verbreitet und findet sich in seinen ältesten Formen in den mesolithischen Felsbildern Skandinaviens, besonders jedoch bei den Aborigines in Australien, neolithisch in der Linienbandkeramischen Kultur (5800–4500 v. Chr.), in China und der Inneren Mongolei sowie in der indianischen Kunst Nordamerikas, in Sibirien, West-Neuguinea, Neuirland, Indien und Malaysia, in Südfrankreich und Nordspanien. Die zeitliche Einordnung ist dabei bei Felsbildern, außerordentlich schwierig.
Bekannt ist der Röntgenstil vor allem durch die Fels- und die Rindenbilder der Aborigines, in der sich große, mehrfarbige Röntgendarstellungen von Emus, Fischen, Känguruhs und Schildkröten finden. Diese traditionelle Kunstform der Aborigines findet sich in Felsenhöhlen, an Felsenüberhängen und vor allem auf Baumrinden. Bilder im Röntgenstil stammen vorwiegend aus dem westlichen Arnhemland und entstanden in den letzten drei Jahrtausenden vor dem Hintergrund einer paläolithischen Kultur. Die Darstellungen sind bis zweieinhalb Meter groß und polychrom. In Northern Australia wurden die Umrisse oft mit weißer Farbe und die inneren Flächen mit roter oder gelber Farbe gemalt. Die erdfarbenen Pigmente bestehen aus Ocker, schwarze Pigmente aus fein gemahlener Holzkohle. Es gibt Bilder, in denen lediglich Skelett und Körperumriss wiedergegeben sind, das gesamte innere Organsystem jedoch durch eine Lebenslinie symbolisiert wird, die als gerade Linie vom Maul des Tieres bis zu einem Punkt verläuft, der Herz oder Magen darstellen soll. Bei den Rindenbildern ist der Röntgenstil die häufigste Darstellungsform.
Zahlreiche Bilder der Aborigines im Röntgenstil wurden 1948 von der American-Australian Scientific Expedition to Arnhem Land bei Oenpelli dokumentiert. Dort entwickelte sich in den 1960er Jahren eine Künstlerbewegung dieses Stils. Eine Galerie, in der Bilder im Röntgenstil ausgestellt sind, befindet sich bei Ubirr und eine weitere in Injaluk, in der Nähe von Oenpelli.
In Osttimor gibt es Fischbilder im Röntgenstil in der Höhle von Lene Hara.
In Skandinavien finden sich die ältesten Beispiele von Röntgendarstellungen auf Knochen. Bekannt ist  die Darstellung eines Elchs mit seinen inneren Organen in Buskerud, Norwegen (4500–3000 v. Chr.), die als Wiedergeburtritus gedeutet wird.
In der Linearbandkeramischen Kultur wurden im Röntgenstil auf tönernen Menschenfiguren Skelette angedeutet, etwa Schulterknochen, Wirbelsäule und Rippen und auf der Fußsohle eines Beines die Fußknochen.
In der Felskunst Chinas sind Tiere samt ihren Knochen dargestellt, in der Inneren Mongolei findet sich sogar eine zwei- bis dreitausend Jahre alte Tierdarstellung in Wulata, bei der die Tierform ausschließlich durch die Knochen wiedergegeben ist.
In Afrika finden sich keine eindeutigen Belege für den Röntgenstil. In der frankokantabrischen Höhlenkunst ist er ebenfalls nicht vertreten.

## Erklärungsversuche
Es gibt drei spekulative Erklärungen:
1. Die eingezeichneten inneren Organe und Knochen sind vor allem als praktische Anleitung zum Zerlegen zu verstehen.[10]
2. Die Körperstrukturen dienten zur Unterrichtung der Jugend, um sie auf die Jagd vorzubereiten, etwa um die tödlichen Treffpunkte zu kennzeichnen. Vor allem in der frankokantabrischen Höhlenmalerei finden sich auch zahlreiche Tierdarstellungen ohne Röntgenaspekte, die Einschussmerkmale aufweisen oder auf denen sogar Pfeile und Speere eingezeichnet sind. Der Röntgenstil könnte eine Art didaktische Erweiterung gewesen sein.
3. Jagdmagische Aspekte: Vor allem im Schamanismus der Jäger und Sammler gab es den Glauben, die Beute sei eine Gabe des Herrn oder der Herrin der Tiere. Diesen musste man aber die Knochen des erlegten Wildes wieder zurückgeben, damit sie daraus neue Tiere erschaffen konnten.[11]